# Barrios especiales de Tokio
Los barrios especiales de Tokio (東京特別区 Tōkyō tokubetsu-ku?) son una división administrativa de la Metrópolis de Tokio, en Japón. La estructura de los barrios especiales se estableció bajo la Ley de Autonomía Local de Japón de 1947. Varían mucho en tamaño (de 10 a 60 km²) y en población (de 100 000 a 950 000 habitantes), aunque se parecen a las ciudades según ambos criterios. El barrio de Setagaya es el más poblado, mientras que Ōta tiene la mayor extensión.
La Megalópolis de Tokio se divide en 23 barrios especiales y otros 30 municipios comunes (ciudades, villas y pueblos). Los barrios especiales ocupan la tierra que originalmente era la Metropóli de Tokio antes de que se aboliera en 1943. La población total de los 23 barrios especiales es de 9,64 millones de habitantes (estimación de 2021), aproximadamente dos tercios de la población de la Megapólis de Tokio y una cuarta parte de la población del Área del Gran Tokio. Su densidad de población es de 15.575 habitantes por kilómetro cuadrado.

## Lista de barrios especiales
| N.º.  | Bandera | Nombre     | Kanji    | Población ( oct. 2020) | Densidad (/km2) | Área (km2) | Principales distritos                                                                 |
| ----- | ------- | ---------- | -------- | ---------------------- | --------------- | ---------- | ------------------------------------------------------------------------------------- |
| 01    |         | Chiyoda    | 千代田区 | 66 680                 | 5718            | 11,66      | Nagatachō, Kasumigaseki, Ōtemachi, Marunouchi, Akihabara, Yūrakuchō, Iidabashi, Kanda |
| 02    |         | Chūō       | 中央区   | 169 179                | 16 569          | 10,21      | Nihonbashi, Kayabachō, Ginza, Tsukiji, Hatchōbori, Tsukishima                         |
| 03    |         | Minato     | 港区     | 260 486                | 12 787          | 20,37      | Odaiba, Shinbashi, Hamamatsuchō, Mita, Toranomon, Azabu, Roppongi, Akasaka, Aoyama    |
| 04    |         | Shinjuku   | 新宿区   | 349 385                | 19 175          | 18,22      | Shinjuku, Takadanobaba, Ōkubo, Waseda, Kagurazaka, Ichigaya, Yotsuya                  |
| 05    |         | Bunkyo     | 文京区   | 240 069                | 21 263          | 11,29      | Hongō, Yayoi, Hakusan                                                                 |
| 06    |         | Taitō      | 台東区   | 211 444                | 20 914          | 10,11      | Ueno, Asakusa                                                                         |
| 07    |         | Sumida     | 墨田区   | 272 085                | 19 759          | 13,77      | Kinshichō, Ryōgoku, Oshiage                                                           |
| 08    |         | Kōtō       | 江東区   | 524 310                | 13 055          | 40,16      | Kameido, Ojima, Sunamachi, Tōyōchō, Kiba, Fukagawa, Toyosu, Ariake                    |
| 09    |         | Shinagawa  | 品川区   | 422 488                | 18 497          | 22,84      | Shinagawa, Gotanda, Ōsaki, Hatanodai, Ōimachi, Tennōzu                                |
| 10    |         | Meguro     | 目黒区   | 288 088                | 19 637          | 14,67      | Meguro, Nakameguro, Jiyugaoka, Komaba, Aobadai                                        |
| 11    |         | Ōta        | 大田区   | 748 081                | 12 332          | 60,66      | Ōmori, Kamata, Haneda, Den-en-chōfu                                                   |
| 12    |         | Setagaya   | 世田谷区 | 943 664                | 16 256          | 58,05      | Shimokitazawa, Kinuta, Karasuyama, Tamagawa                                           |
| 13    |         | Shibuya    | 渋谷区   | 243 883                | 16 140          | 15,11      | Shibuya, Ebisu, Harajuku, Daikanyama, Hiroo                                           |
| 14    |         | Nakano     | 中野区   | 344 880                | 22 121          | 15,59      | Nakano                                                                                |
| 15    |         | Suginami   | 杉並区   | 591 108                | 17 354          | 34,06      | Kōenji, Asagaya, Ogikubo                                                              |
| 16    |         | Toshima    | 豊島区   | 301 599                | 23 182          | 13,01      | Ikebukuro, Komagome, Senkawa, Sugamo                                                  |
| 17    |         | Kita       | 北区     | 355 213                | 17 234          | 20,61      | Akabane, Ōji, Tabata                                                                  |
| 18    |         | Arakawa    | 荒川区   | 217 475                | 21 405          | 10,16      | Arakawa, Machiya, Nippori, Minamisenju                                                |
| 19    |         | Itabashi   | 板橋区   | 584 483                | 18 140          | 32,22      | Itabashi, Takashimadaira                                                              |
| 20    |         | Nerima     | 練馬区   | 752 608                | 15 653          | 48,08      | Nerima, Ōizumi, Hikarigaoka                                                           |
| 21    |         | Adachi     | 足立区   | 695 043                | 13 052          | 53,25      | Ayase, Kitasenju, Takenotsuka                                                         |
| 22    |         | Katsushika | 葛飾区   | 453 093                | 13 019          | 34,80      | Tateishi, Aoto, Kameari, Shibamata                                                    |
| 23    |         | Edogawa    | 江戸川区 | 697 932                | 13 986          | 49,90      | Kasai, Koiwa                                                                          |
| Total | Total   | Total      | Total    | 9 733 276              | 15 724          | 618,8      |                                                                                       |